# F1パドック殿堂
F1パドック殿堂（エフワンパドックでんどう、英: F1 Paddock Hall of Fame）は、自動車レースのフォーミュラ1（F1）関係者に関する表彰の一つ。2018年に創設された。2019年現在の表彰者は計42名。

## 概要
2018年現在F1を運営するリバティメディアが、F1に対し長年（概ね25年以上）貢献してきた関係者を表彰するために創設したもので、第1回の表彰は2018年イタリアグランプリを開催中のモンツァ・サーキットにて行われた。第1回の選考はロス・ブラウン、チャーリー・ホワイティング、マウリツィオ・アリバベーネ、マーティン・ブランドルの4名による委員会によって行われ、計33名が選出された。年1回程度のペースで同様の選考を行い表彰を行う方針であり、第2回は2019年9月に発表されたが、以後表彰は実施されていない。
類似するFIA殿堂（FIA Hall of Fame）が原則としてF1やFIA 世界耐久選手権（WEC）のドライバーズチャンピオン経験者を対象としているのに対し、主にメディア関係者やF1チームの広報担当者、F1を長年取材するジャーナリスト（自動車評論家）、カメラマンなどを対象としているのが大きな違い。だが、デビッド・クルサードやデイモン・ヒルのような元F1ドライバーも（テレビのF1中継解説者としての立場で）表彰を受けている。
2019年現在、日本からは川井一仁が唯一対象者に選ばれている。

## 表彰者

### 2018年
- Fredrik Af Petersen
- Gianpiero Agosti
- Pino Allievi
- Bernard Asset
- Ralf Bach
- マリー＝クロード・ボーモン
- Roger Benoit
- Stefania Bocchi
- アン・ブラッドショー
- Agnes Carlier
- Ercole Colombo

- ボブ・コンスタンデュロス
- デビッド・クルサード
- Tony Dodgins
- ジェラルド・ドナルドソン
- Kai Ebel
- Maurice Hamilton
- デイモン・ヒル
- 川井一仁
- Josef Leberer
- Alan Permane
- Giorgio Piola

- ナイジェル・ルーバック
- ジョー・セイウォード（英語版）
- Franco Scandinaro
- Michael Schmidt
- エリック・シルバーマン
- Andy Stevenson
- Steven Tee
- デビッド・トレメイン
- Nigel Wollheim
- Beat Zehnder

### 2019年
- ジェイムズ・アリソン
- マーティン・ブランドル
- アルド・コスタ

- Mike Doodson
- Andrew Green
- Modesto Menabue

- Steve Nielsen
- Suzanne Simmonds
- Steve Smith